# Achille Rigamonti
Achille Rigamonti (Agordo, 17 febbraio 1910 – Treviso, 6 luglio 1986) è stato un sindacalista e politico italiano.

## Biografia
Sindacalista della CGIL, fa parte della segreteria provinciale di Rovigo negli anni '50, di cui dal 1956 al 1960 è segretario generale aggiunto.
È stato parlamentare italiano nella II seconda legislatura dal 1953 al 1958, membro del gruppo parlamentare del Partito Socialista Italiano. Sposato con Anna Troise ha avuto due figlie: Fiorella, sposatasi poi con il giornalista Fausto Paiar, e Alma sposatasi con Guido Leonardi.
Per molti anni ha vissuto a Formia, per poi trasferirsi a Treviso dalla secondogenita Fiorella. Al momento della scomparsa aveva quattro nipoti: Alessandro Leonardi, Marco Leonardi e Daniele Paiar e Gaia Paiar.